# Neferjeres
Neferkara Heqauaset Amenemnesu, o Neferjeres fue el segundo faraón de la dinastía XXI de Egipto y gobernó entre el 1043 y el 1039 a. C. (aproximadamente) durante el Tercer periodo intermedio de Egipto.
El recuerdo de su reinado fue preservado en el epítome de Manetón, escrito por Julio Africano, denominándolo Neferjeres y asignándole un efímero reinado de cuatro años, aunque la existencia de Amenemnesu sólo pudo ser confirmada en el año 1940.
Fue probablemente corregente con su hermano más joven, Psusenes I, que le sucedió.
Durante su gobierno, muy poco conocido, se sabe que perdonó a varios líderes de una rebelión contra el sumo sacerdote de Amón en Tebas, Menjeperra. Los rebeldes habían sido exiliados a un oasis occidental de Egipto.
Posiblemente fue enterrado en Tanis.
Una inscripción con su nombre real, Neferkara, se descubrió en la tumba de su sucesor, Psusenes I.

## Titulatura
| Titulatura | Jeroglífico | Transliteración (transcripción) - traducción - (referencias) |

| N5 | nfr | D28 | S38 | R19 |

| N5 | nfr | D28 | S38 | R19 |

| N5 | nfr | D28 | S38 | R19 |

| N5 | nfr | D28 | S38 | R19 |

| N5 | nfr | D28 | S38 | R19 |

| N5 | nfr | D28 | S38 | R19 |

| N5 | nfr | D28 | S38 | R19 |

| N5 | nfr | D28 | S38 | R19 |

| N5 | nfr | D28 | S38 | R19 |

| N5 | nfr | D28 | S38 | R19 |

| N5 | nfr | D28 | S38 | R19 |

| N5 | nfr | D28 | S38 | R19 |

| N5 | nfr | D28 | S38 | R19 |

| N5 | nfr | D28 | S38 | R19 |

| N5 | nfr | D28 | S38 | R19 |

| N5 | nfr | D28 | S38 | R19 |

| i | mn · n | m | M23 |

| i | mn · n | m | M23 |

| i | mn · n | m | M23 |

| i | mn · n | m | M23 |

| i | mn · n | m | M23 |

| i | mn · n | m | M23 |

| i | mn · n | m | M23 |

| i | mn · n | m | M23 |

| i | mn · n | m | M23 |

| i | mn · n | m | M23 |

| i | mn · n | m | M23 |

| i | mn · n | m | M23 |

| i | mn · n | m | M23 |

| i | mn · n | m | M23 |

| i | mn · n | m | M23 |

| i | mn · n | m | M23 |

| C12 | C12 | N36 | m | M23 |

| C12 | C12 | N36 | m | M23 |

| C12 | C12 | N36 | m | M23 |

| C12 | C12 | N36 | m | M23 |

| C12 | C12 | N36 | m | M23 |

| C12 | C12 | N36 | m | M23 |

| C12 | C12 | N36 | m | M23 |

| C12 | C12 | N36 | m | M23 |

| C12 | C12 | N36 | m | M23 |

| C12 | C12 | N36 | m | M23 |

| C12 | C12 | N36 | m | M23 |

| C12 | C12 | N36 | m | M23 |

| C12 | C12 | N36 | m | M23 |

| C12 | C12 | N36 | m | M23 |

| C12 | C12 | N36 | m | M23 |

| C12 | C12 | N36 | m | M23 |